# 高嘉弘
高嘉弘（1933年7月9日—），綽號「碧潭之鰻」、「阿里山飛魚」，是一名游泳運動員，主攻中短距離自由式項目。他出身於新店，長年在碧潭接受游泳訓練，後來前往日本深造，就讀於日本大學、亞細亞大學。他代表國家參加了1954年亞洲運動會、1958年亞洲運動會，總計獲得一銀一銅的成績。
1958年，於東京舉辦的1958年亞洲運動會游泳比賽男子100公尺自由式項目以58.8秒的成績獲得銀牌，並與林敏善、孫克勤、李岑生共同奪下男子4×200公尺自由式接力銅牌。在日本期間參與台灣獨立運動，被國民政府列為黑名單因此長期滯日未歸，直至解嚴後才回台。現定居埼玉縣。